# Justice Society: World War II
Série Tomorrowverse
Superman : L'Homme de demain
(2020) Batman: The Long Halloween
(2021)
Pour plus de détails, voir Fiche technique et Distribution.
Justice Society: World War II est un film d'animation américain réalisé par Jeff Wamester, sorti directement en vidéo en 2021, 42e film de la collection DC Universe Animated Original Movies, il fait également partie du Tomorrowverse.
Le film évoque la Justice Society, un groupe de super-héros dirigé par Wonder Woman, qui prend part à la Seconde Guerre mondiale et obtient l'aide d'un allié du futur, Flash.

## Synopsis
Sur Terre-2, avec l'Allemagne nazie envahissant la majeure partie de l'Europe et Adolf Hitler à la recherche d'artefacts magiques, le colonel Steve Trevor demande au président Franklin D. Roosevelt d'impliquer les États-Unis en créant une équipe de surhumains. Composée de Trevor, Black Canary, Hawkman, Hourman, Jay Garrick / Flash et dirigée par Wonder Woman, la Justice Society of America (JSA) est créée.
Sur Terre-1, Barry Allen et Iris West pique-niquent à Metropolis, espérant s'éloigner du « travail ». Cependant, leurs plans sont perturbés par Superman combattant Brainiac, alors Barry lui vient en aide en tant que Flash. Lorsque Brainiac tire une balle de Kryptonite, Flash essaie de l'attraper, mais il court assez vite pour canaliser la Force Véloce (Speed Force en VO) pour la première fois. Guidé par la voix de Doctor Fate, Barry arrive dans ce qu'il croit être le passé lors d'une bataille entre la JSA et les nazis. Malgré la confusion initiale sur son allégeance, la JSA se rend compte qu'il est un allié après avoir vaincu des nazis et sauvé Steve Trevor, et qu'il vient apparemment du futur. Alors que l'équipe se mobilise pour arrêter une deuxième vague de nazis, Barry ramène Trevor à la base de la JSA, où il découvre l'équipe, dont il n'avait jamais entendu parler auparavant.
Après avoir rencontré « Shakespeare », le correspondant de guerre de la JSA qu'il croit reconnaître, et une tentative de demande en mariage de Trevor à Wonder Woman, la JSA se réunit pour leur prochaine mission. Malgré le risque de provoquer un paradoxe temporel, l'équipe se rend compte qu'elle a besoin de l'aide de Barry pour sauver un décrypteur d'une forteresse nazie qui peut décoder un message volé par Trevor.
Arrivés à la forteresse, les héros et « Shakespeare » font irruption, battent les gardes et découvrent plusieurs prisonniers dans les cachots. « Shakespeare » sauve un prisonnier qui l'informe que quelqu'un lui a annoncé son arrivée et l'implore d'empêcher que quelque chose se produise. Un garde attaque « Shakespeare », mais les balles rebondissent sur lui. Lorsque Wonder Woman, Barry Allen et Steve Trevor arrivent, « Shakespeare » s'identifie comme Clark Kent. Cependant, lorsqu'il révèle un passé différent du Superman qu'il connaît, Barry se rend compte qu'il est en fait dans une réalité parallèle. Le reste de l'équipe trouve le décrypteur, que Hawkman reconnaît comme Doctor Fate. Brisant le code avec ses pouvoirs, Fate dirige l'équipe vers le Triangle des Bermudes avant de disparaître.
Arrivant au Triangle en sous-marin, l'équipe est détectée par des navires de guerre nazis. Après que les grenades anti-sous-marines aient désactivé les moteurs, les Flashs redémarrent le sous-marin pendant que Wonder Woman part pour détruire les navires ennemis. Les héros sont sauvés par des soldats atlantes, qui les dirigent vers un avant-poste à proximité. Accueilli par le Conseiller, l'équipe rencontre le roi Aquaman, qui les emprisonne. Il est révélé que le code était un piège, en effet Aquaman est contrôlé par le Conseiller qui influence les Atlantes à travailler avec les nazis dans l'espoir de les détruire plus tard et prendre le contrôle de la planète. Après que les Flashs se soient rendus compte qu'ils s'affaiblissent en puisant en même temps dans la Force Véloce, ils unissent leurs forces pour permettre à Barry de traverser le sol et de tous les libérer. L'équipe se sépare en deux, l'une se dirigeant vers New York pour arrêter les nazis et les Atlantes tandis que Barry et Wonder Woman tentent d'empêcher Aquaman et le Conseiller de libérer des monstres.
Alors que les forces atlantes attaquent Manhattan, elles sont confrontées à la JSA. Les héros prennent le dessus jusqu'à ce que les monstres arrivent, tuant Hawkman et blessant Hourman. Jay Garrick et Black Canary détruisent les monstres tandis que Wonder Woman et Barry Allen arrivent et combattent Aquaman, au cours d'une longue bataille houleuse avec l'aide de Steve Trevor, elle parvient à briser le trident d'Aquaman et à le libérer du contrôle du Conseiller. Réalisant ce qu'il a fait, Aquaman se retire dans la culpabilité. Cependant, le Conseiller réapparaît et révèle qu'une frappe de bombardiers nazis est imminente avant de tuer Trevor par derrière en utilisant l'arme cassée d'Aquaman. Barry assomme le Conseiller tandis que Clark Kent revient pour détruire les bombardiers.
Réalisant qu'il doit retourner sur sa Terre, Barry Allen fait ses adieux à la JSA. Wonder Woman lui offre la bague que Steve Trevor lui a donnée juste avant de mourir, l'avertissant des opportunités manquées avec ses proches. Les Flashs utilisent leur vitesse combinée pour renvoyer Barry au moment où il a intercepté la balle de Kryptonite. Après avoir détruit Brainiac avec, Flash suggère à Superman de former une équipe pour combattre les futures menaces avant de retourner vers Iris et de la demander en mariage, ce qu'elle accepte.

## Fiche technique
- Titre original : Justice Society: World War II
- Réalisation : Jeff Wamester
- Scénario : Jeremy Adams et Meghan Fitzmartin, d'après les personnages de DC Comics
- Musique : Kevin Riepl
- Direction artistique du doublage original : Wes Gleason
- Montage : Bruce King
- Animation : Digital eMation et Edge Animation
- Production : James Krieg et Kimberly S. Moreau
- Sociétés de production : Warner Bros. Animation et DC Entertainment
- Société de distribution : Warner Bros. Home Entertainment
- Pays de production :  États-Unis
- Langue originale : anglais
- Genre : animation, super-héros, guerre
- Durée : 84 minutes
- Dates de sortie : 
  - États-Unis : 27 avril 2021 (VOD), 11 mai 2021 (DVD/Blu-ray)
  - France : 26 mai 2021
- Classification : PG-13 (interdit -13 ans) aux États-Unis

 Sauf indication contraire, les informations mentionnées dans cette section peuvent être confirmées par la base de données cinématographiques IMDb,  présente dans la section « Liens externes ».

## Distribution

### Voix originales
- Stana Katic : Wonder Woman
- Matt Bomer : Flash / Barry Allen
- Omid Abtahi : Hawkman
- Geoffrey Arend : le conseiller
- Darren Criss : Superman / Clark Kent
- Darin De Paul : Brainiac, Franklin D. Roosevelt
- Chris Diamantopoulos : Steve Trevor
- Keith Ferguson : Doctor Fate
- Ashleigh LaThrop : Iris West
- Matthew Mercer : Hourman
- Liam McIntyre : Aquaman
- Elysia Rotaru : Black Canary
- Armen Taylor : Flash / Jay Garrick

### Voix françaises
- Véronique Desmadryl : Wonder Woman
- Christophe Lemoine : Flash / Barry Allen
- Nessym Guetat : Hawkman
- Bernard Gabay : le conseiller
- Thibaut Lacour : Superman / Clark Kent
- Vincent Violette : Brainiac
- Laurent Morteau : Steve Trevor
- Mark Lesser : Doctor Fate
- Amélia Ewu : Iris West
- Benjamin Pascal : Hourman
- Cédric Dumond : Aquaman
- Barbara Beretta : Black Canary
- Raphaël Cohen : Flash / Jay Garrick
- Patrick Raynal : Franklin D. Roosevelt

Société de doublage VF : Deluxe, adaptation VF : Yannick Ladroyes, direction artistique VF : Stanislas Forlani
 Source : voix originales et françaises sur Latourdesheros.com.

## Production
Certaines idées de l'histoire proviennent du développement d'un projet de série animée Wonder Woman du producteur Butch Lukic.